# Cerkev svatého Michaela archanděla (Sokołowsko)
Cerkev svatého Michaela Archanděla je pravoslavná farní cerkev v polské obci Sokołowsko. Patří do vratislavského děkanátu vratislavsko-skečínské eparchie Polské autokefální pravoslavné církve. Byla postavena v letech 1900-1901 pro pacienty přijíždějící do místních lázní a vysvěcena 3. září 1901 kaplanem ruského velvyslanectví v Berlíně protopresbyterem Alexisem von Maltzowem.
Chrám sloužil věřícím až do konce 30. let 20. století. Po druhé světové válce nějakou dobu sloužil jako márnice. Od roku 1980 do 16. srpna 1996 byl v soukromém vlastnictví, pak ho církev odkoupila a po generální opravě navrátila původnímu účelu. Od roku 1999 je v chrámu ikonopisecká dílna a malá galerie ikonopisce Michala Boguckého.

## Galerie

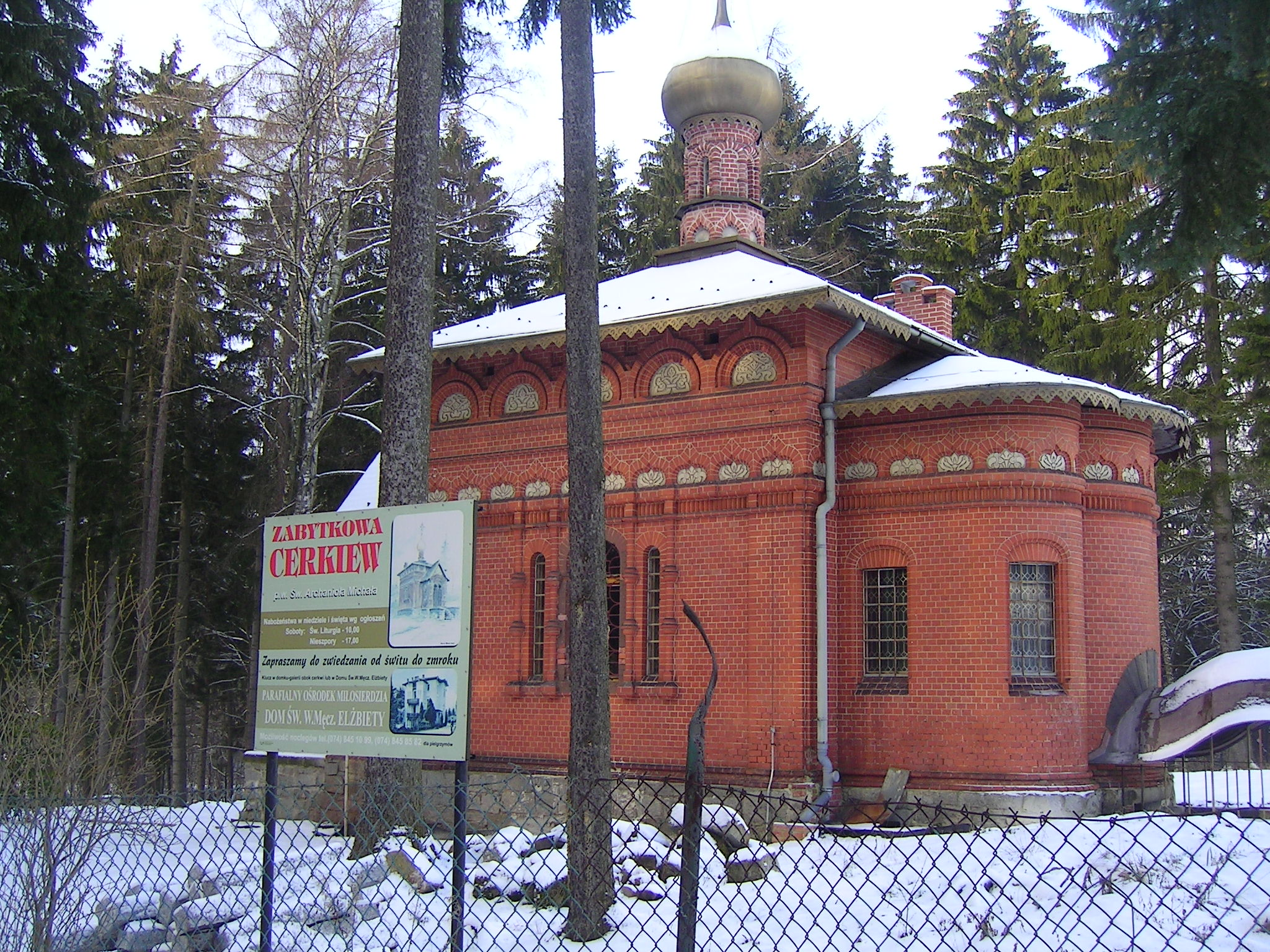
Cerkev sv. archanděla Michaela - od S-Z
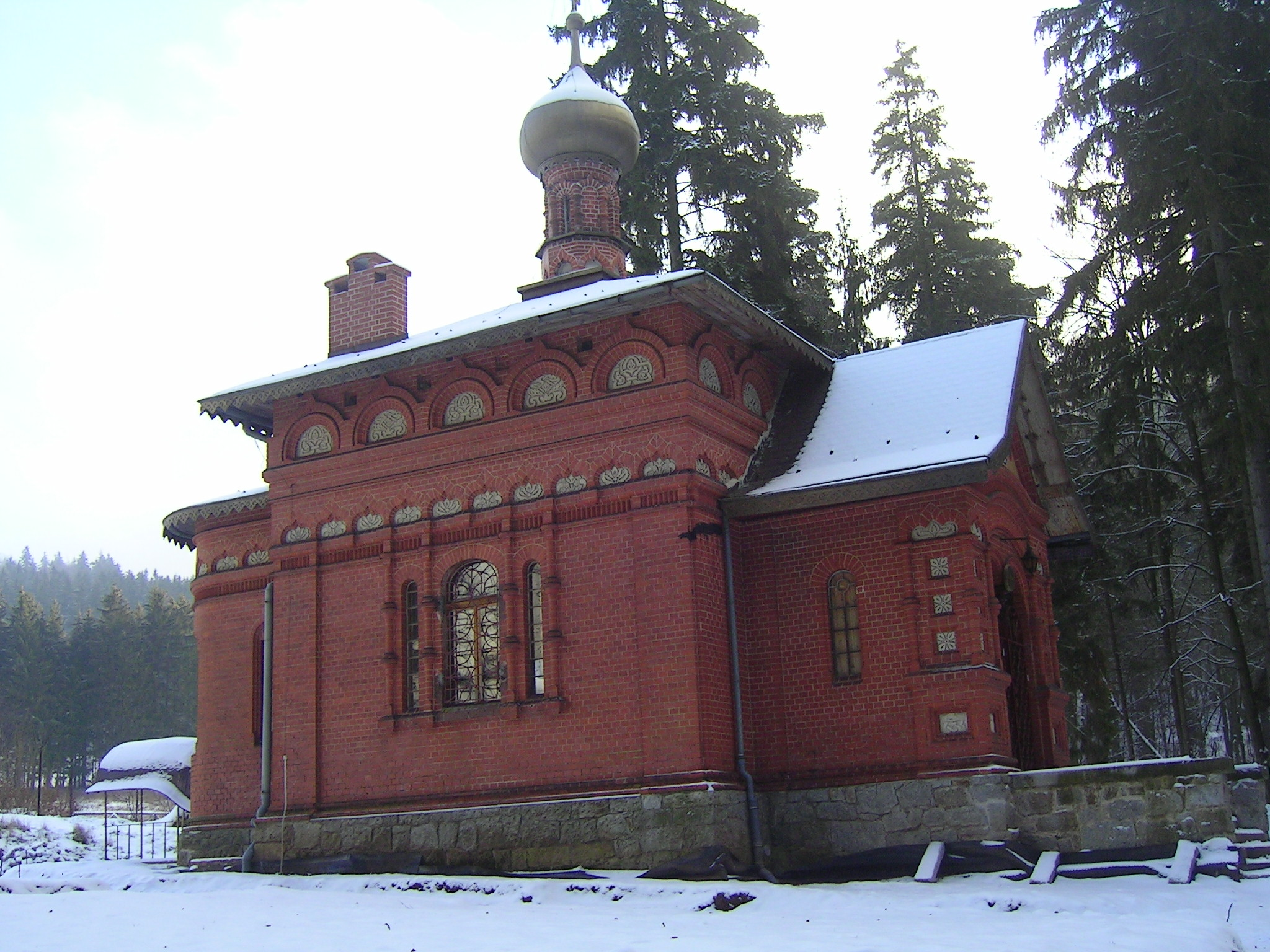
Cerkev svatého Michaela Archanděla - od SZ-JV
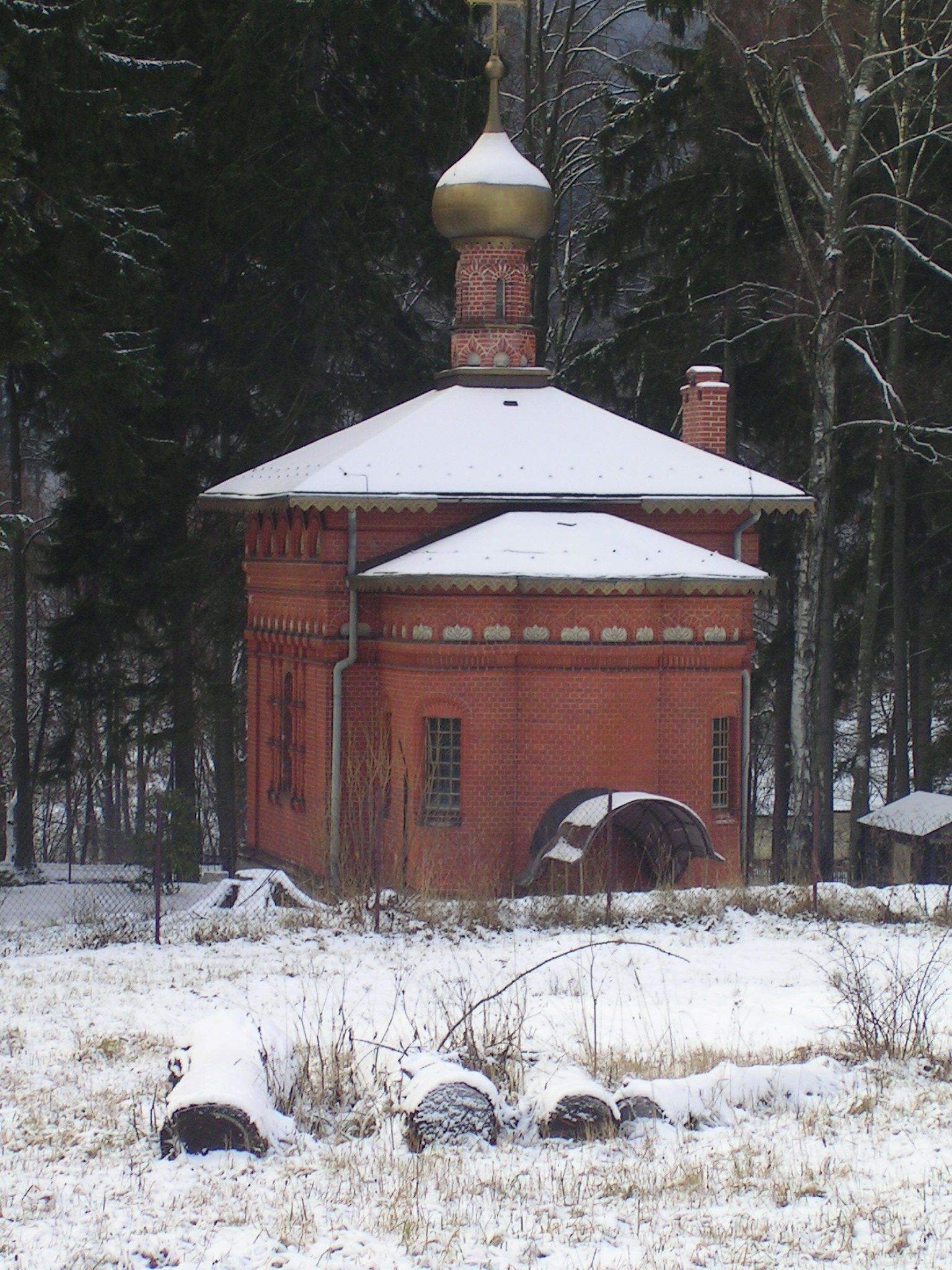
Cerkev sv. archanděla Michaela ze zadní strany
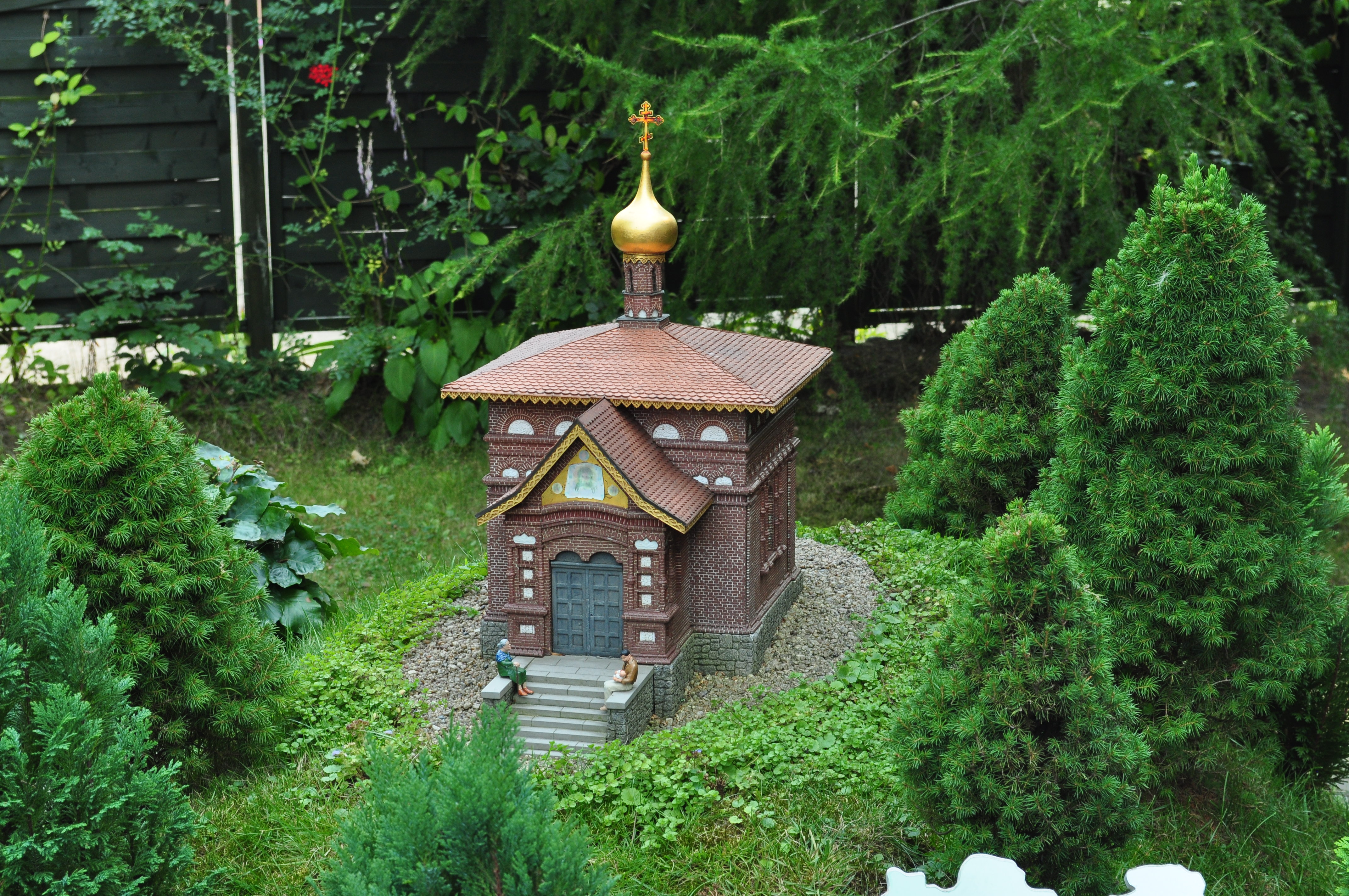
Model cerkvi v Parku miniatur dolnoslezských památek v Kowarech